# 里奥伊格莱西亚斯
里奥伊格莱西亚斯是巴拿马达连省切皮加纳区的一个城市，2010年是人口为1,672。 该市2000年时人口为1,348，1990年时人口为1,468。